# WKW Wilk
Pour les articles homonymes, voir Wilk.
Le WKW Tor ou Wilk (Wilk signifie loup en polonais) est un fusil de précision anti-matériel ou anti-personnel de calibre 12,7 OTAN produit en Pologne par Zakłady Mechaniczne Tarnów. 

## Étymologie
Le sigle WKW signifie en polonais : Wielkokalibrowy Karabin Wyborowy, soit en français : « fusil de sniper de gros calibre ». L'armée polonaise lui donne la désignation officielle de Tor.

## Historique
Cette arme a été produite entre 2000 et 2004, et utilisée pour la première fois dans l'armée polonaise en 2005.

## Description

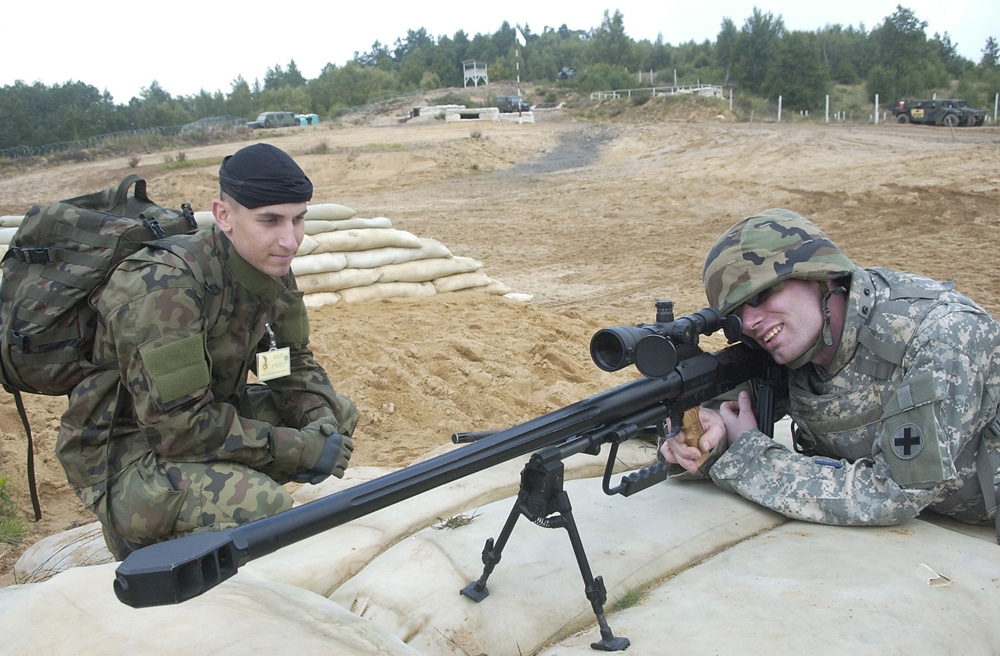
Soldat s'entraînant à l'utilisation du WKW Wilk/Tor.

Cette arme a été conçue comme une arme à verrou en bullpup, et est fournie avec un bipied, et une lunette Schmidt & Bender X3−12 P/MII placée sur un rail Picatinny.